# 銀残し

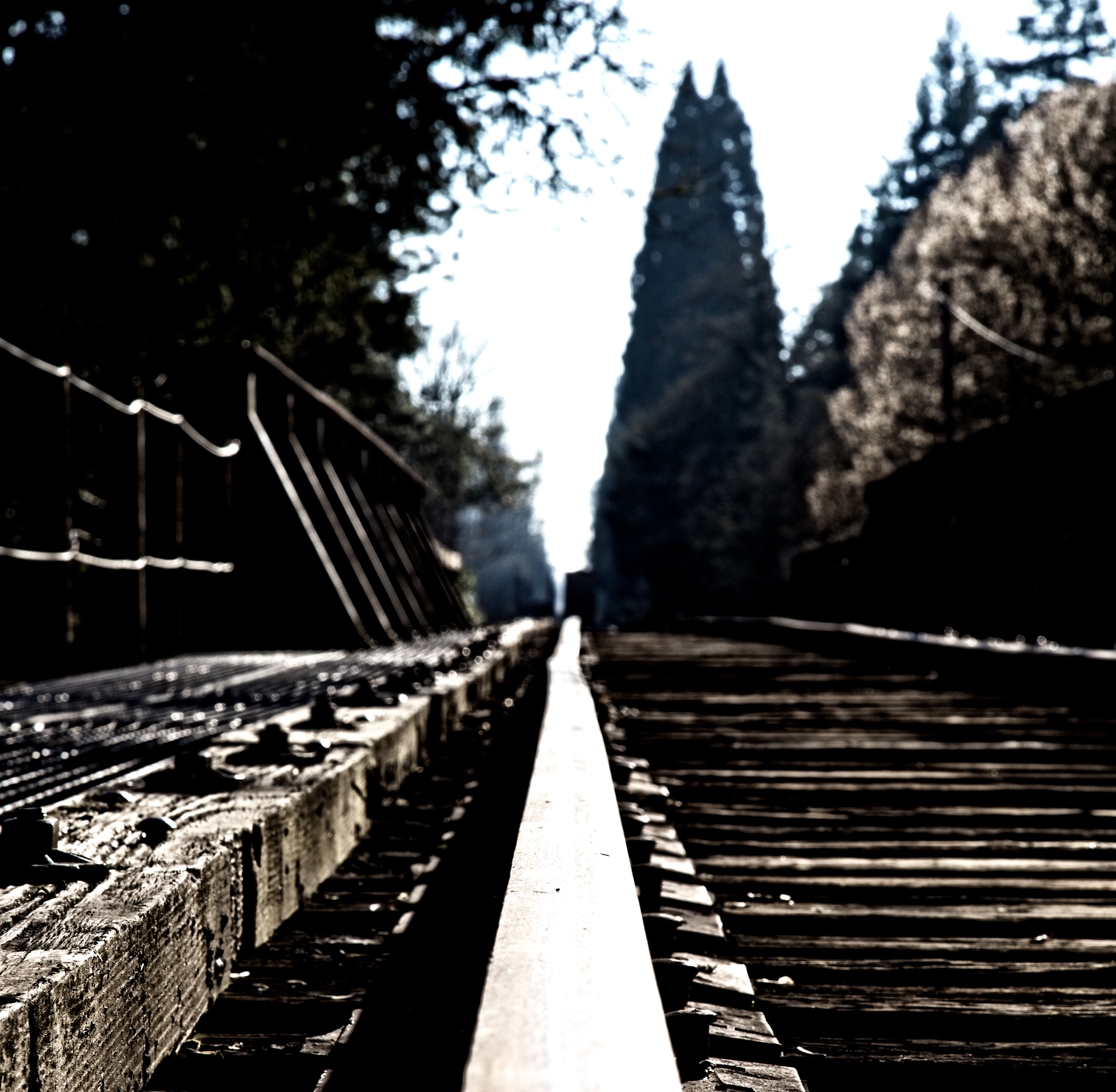
銀残しの効果を再現した写真

銀残し（ぎんのこし）とは、フィルムや印画紙での現像手法の一つ。本来の銀を取り除く処理をあえて省くことによって、フィルムや印画紙に銀を残すものである。一般的に映画の現像で行われるもののことをいうが、写真のカラープリントでも同様の作業が可能であるほか、デジタルカメラの画像処理でも可能である。英語では、ブリーチバイパス (bleach bypass) という。

## 映画での銀残し
この作業により映像の暗部が非常に暗くなり、画面のコントラストが強くなるので、引き締まった映像になる。また、彩度の低い渋い色にもなる。
1960年の日本映画『おとうと』（市川崑監督作品）で、初めて実用化された。
日本で生まれた技術だが、世界中で使われている。大映社員のカメラマン、宮川一夫が1960年に『おとうと』の撮影を担当した際、物語の時代設定である大正の雰囲気を出すため、フィルムの発色部分の銀を残す独特の技法として生み出し、完成させた。具体的には、撮影の段階で白黒映画のように少しコントラストを強めにし、色温度を測って発色を予測計算した上で、その色を出来るだけ抑えるようにするが、その際のライティングも、色味の部分を飛ばすか陰にするなどメリハリをつける。次に現像段階では現像液をフィルムから全部洗い落とさず、銀を残したままポジを焼き、ネガを通常カラーで、ポジを一本ずつシルバー・カラーで焼くというものである。同様の手法はアメリカ映画にも古くからあり、『セブン』や『1984』『プライベート・ライアン』『デリカテッセン』などで用いられた。

### 銀残しを使用した映画
- おとうと（1960年日本）
- 幸福（1981年日本）
- セブン（1995年アメリカ）
- 女と女と井戸の中（1997年オーストラリア）
- エイリアン4（1997年アメリカ）
- アミスタッド（1997年アメリカ）
- プライベート・ライアン（1998年アメリカ）
- 39 刑法第三十九条（1999年日本）
- マトリックス（1999年アメリカ）
- ケイゾク/映画 Beautiful Dreamer（2000年日本）
- どら平太（2000年日本）
- 友へ チング（2001年韓国）
- マイノリティ・リポート（2002年アメリカ）
- リターナー（2002年日本）
- 座頭市（2003年日本）
- 父、帰る（2003年ロシア）
- ゴジラ FINAL WARS（2004年日本）
- マシニスト(2004年アメリカ)
- 宇宙戦争(2005年アメリカ)
- フラガール（2006年日本）
- 仮面ライダー×仮面ライダー オーズ&ダブル feat.スカル MOVIE大戦CORE『仮面ライダースカル メッセージforダブル』（2010年日本）
- 白夜行（2011年日本）
- 外事警察 その男に騙されるな（2012年日本）

## 写真での銀残し
通常のカラーネガプリント作業では発色現像の後に定着を行うが、それを抜きにして酢酸などで発色現像を停止すると画像に銀が残り、独特の色調になる。ただし、この方法では時間経過とともに化学変化が進む（銀の酸化による写真の白変が生じる）ので長期保存には向かず、印刷原稿などで使う場合にはスキャニングを早めに行う必要がある。